# Rolande Causse
Pour les articles homonymes, voir Causse (homonymie).
 (mai 2023).
Si vous disposez d'ouvrages ou d'articles de référence ou si vous connaissez des sites web de qualité traitant du thème abordé ici, merci de compléter l'article en donnant les références utiles à sa vérifiabilité et en les liant à la section « Notes et références ».
Rolande Causse (ou Causse-Gibel), née le 1er mai 1937 à Fontenay-sous-Bois, est une autrice de littérature de jeunesse française.

## Biographie
Causse passe son enfance en  Bourgogne. Elle est la fondatrice de l'association La Scribure, créée en 1975 à Montreuil avec le but de promouvoir les ateliers de lecture-écriture et la promotion de la littérature,. Elle a organisé le premier Festival du livre pour enfants et jeunes. Elle a écrit de nombreux romans, poèmes et ouvrages de littérature pour la jeunesse. Elle donne également des stages d'écriture. Elle est connue pour son livre Les Enfants d'Izieu, et pour ses oeuvres sur la Seconde Guerre mondiale.

## Œuvres
Liste non exhaustive
- (avec Madeleine Gilard) Contes et images d'autrefois, Éditions La Farandole, 1968
- (avec Madeleine Gilard) Marco Polo, le livre des merveilles, Éditions La Farandole, 1970
- Rouge Braise, Ricochet jeunes, Gallimard jeunesse, Coll. Folio junior, 1970
- Martin de Marseille, Thierry Magnier, Coll. Romans Ados, 1986
- Les Enfants d'Izieu, Seuil, 1989
  - nouvelle édition suivie du témoignage de Sabine Zlatin, Seuil, 1994
- La Scribure, Buchet/Chastel, 1990
- Sarah de Cordoue, Syros, Coll. Les uns les autres, 1997
- La langue française fait signe(s) : lettres, accents, ponctuation, Seuil, 1998

- Oradour la douleur, Syros Jeunesse, 2001
- À tire d'aile, Paris Poésie, 2003
- Vive la ponctuation, Albin Michel jeunesse, Coll. Humour en mots, 2005
- La Guerre de Robert, Albin Michel jeunesse, 2007
- Ita-Rose, Éditions Circonflexe, 2008  (ISBN 978-2-87-833463-0)
- Contes des îles, Éditions Circonflexe, 2011  (ISBN 978-2-87-833570-5)
- Alex et Léon dans les camps français, Éditions Circonflexe, 2013  (ISBN 978-2-87-833672-6)
- Destins de femmes, Filles et femmes afghanes, Syros, Coll. J'accuse, 2010
- Qui lit petit, lit toute la vie, Albin Michel, 2013 (Questions de parents)
- Les Oiseaux conteurs, Éditions Circonflexe, 2016,  (ISBN 978-2-87-833804-1)
- Conversations avec Nathalie Sarraute, Seuil, 2016,   (ISBN 978-2-0213-3241-4)
- 20 ans pour devenir Martin Luther King, Oskar éditeur, 2016
- Petits contes du vaste monde, avec Nane et Jean-Luc Vézinet, illustrations de Suzy Vergez, Éditions Circonflexe, 2017  (ISBN 978-2-87-833923-9)
- Accents et ponctuation de la langue française, Éditions Circonflexe, 2020  (ISBN 978-2-37862263-3)